# Jordan Rapana

a Compétitions nationales et continentales officielles uniquement.

b Matchs officiels uniquement.
Jordan Rapana, né le 15 août 1989 à Wellington (Nouvelle-Zélande), est un joueur de rugby à XIII néo-zélandais d'origine cookienne évoluant au poste d'ailier ou d'arrière. Il fait ses débuts en National Rugby League (« NRL ») avec les Titans de Gold Coast lors de la saison 2008. Il décide en 2009 de quitter le sport pour devenir missionnaire mormon pendant vingt-quatre mois.
À son retour, il s'essaie au rugby à XV mais retourne finalement au rugby à XIII et s'engage avec les Raiders de Canberra. Il a également revêtu le maillot des Îles Cook lors de la Coupe du monde 2013 puis est appelé en 2016 dans la  sélection de la Nouvelle-Zélande pour le Tournoi des Quatre Nations 2016.

## Palmarès
- Collectif :
  - Finaliste du Tournoi des Quatre Nations : 2016 (Nouvelle-Zélande).
  - Finaliste de la National Rugby League : 2019 (Canberra).

- Individuel :
  - Meilleur marqueur d'essai de la National Rugby League : 2016 (Raiders de Canberra).
  - Élu meilleur ailier de la National Rugby League : 2017 (Raiders de Canberra).

### En sélection

#### Coupe du monde
| Édition         | Rang     | Résultats pays | Résultats Rapana | Matchs Rapana |
| --------------- | -------- | -------------- | ---------------- | ------------- |
| Angleterre 2013 | 1er tour | 1 v, 0 n, 2 d  | 0 v, 0 n, 2 d    | 2/3           |

Légende : v = victoire ; n = match nul ; d = défaite.
| Édition        | Rang            | Résultats pays | Résultats Rapana | Matchs Rapana |
| -------------- | --------------- | -------------- | ---------------- | ------------- |
| Australie 2017 | Quart-de-finale | 2 v, 0 n, 2 d  | 1 v, 0 n, 2 d    | 3/4           |

Légende : v = victoire ; n = match nul ; d = défaite.

### En club

#### Statistiques
| Saison | Club              | Compétition           | Matchs | Points | Essais | Goals | Drops |
| ------ | ----------------- | --------------------- | ------ | ------ | ------ | ----- | ----- |
| 2008   | Gold Coast Titans | National Rugby League | 5      | 20     | 5      | 0     | 0     |
| 2014   | Canberra Raiders  | National Rugby League | 2      | 4      | 1      | 0     | 0     |
| 2015   | Canberra Raiders  | National Rugby League | 20     | 28     | 7      | 0     | 0     |
| 2016   | Canberra Raiders  | National Rugby League | 27     | 92     | 23     | 0     | 0     |
| 2017   | Canberra Raiders  | National Rugby League | 23     | 84     | 21     | 0     | 0     |
| 2018   | Canberra Raiders  | National Rugby League | 21     | 40     | 10     | 0     | 0     |
| 2019   | Canberra Raiders  | National Rugby League | 19     | 28     | 7      | 0     | 0     |